# Овсянкин, Пётр Максимович
Пётр Максимович Овсянкин (29 июня 1925, с. Самодуровка, Воронежская губерния — 15 апреля 2015, Ступино, Московская область) — участник Великой Отечественной войны, полный кавалер ордена Славы, командир отделения 19-го отдельного огнемётного Лодзинского батальона (8-я гвардейская армия, 1-й Белорусский фронт), сержант — на момент представления к награждению орденом Славы 1-й степени.

## Биография
Окончил 7 классов средней школы и Борисоглебское железнодорожное училище. Работал слесарем в депо на станции Поворино. В январе 1943 года призван в армию. Участник Великой Отечественной войны с июля 1943 года. В Курской битве на Брянском фронте был тяжело ранен. 11 августа 1944 года у населённого пункта Студзянка в бою за плацдарм на левом берегу реки Висла спас жизнь командиру взвода, сразив несколько вражеских солдат. 7 сентября 1944 года Овсянкин награждён орденом Славы 3 степени. 4 февраля 1945 года Пётр Максимович подавил огневую точку, мешавшую продвижению стрелков, а 21 февраля он уничтожил в бою больше 10 вражеских солдат. 17 марта 1945 года Овсянкин награждён орденом Славы 2 степени. В боях за Берлин 28-30 апреля 1945 года сержант Овсянкин с отделением уничтожил из огнемётов несколько пулемётных точек противника, при этом сам был ранен. 15 мая 1946 года Овсянкин был награждён орденом Славы 1 степени.
До 1950 года служил в армии. С 1959 года снова в армии. Уволился в запас в звании старшего прапорщика в 1974 году. Работал начальником пожарной охраны объекта. Работал в посёлке Малино. Жил в городе Ступино Московской области. Похоронен на муниципальном кладбище посёлка Малино, Ступинского района, Московской области.

## Награды
- Орден Отечественной войны 1-й степени
- Орден Славы 1-й степени
- Орден Славы 2-й степени
- Орден Славы 3-й степени
- Медали